# Middle Class Fantasies
Middle Class Fantasies est un groupe allemand de punk rock, originaire de Francfort, actif entre 1979 et 1982. Pendant une courte période, en 1982, il fonctionne sous le nom de groupe Killerpralinen.

## Histoire
Le groupe est formé en 1979. Christoph Schnee entre pour la première fois en contact avec le mouvement punk lors de vacances aux Pays-Bas. De retour en Allemagne, il écoute les Sex Pistols et décide de former un groupe avec son frère Markus. Pour ce faire, ils intègrent Sören comme guitariste et, un peu plus tard, Topsy GI comme batteur. Le nom du groupe est emprunté à la bande dessinée clandestine homonyme de Jerry Lane. Au début, ils commencent à écrire des textes en anglais, mais après peu de temps, ils passent à des textes en allemand. Le groupe joue pour la première fois en live au Gallustheater, puis régulièrement au JUZ Bockenheim, entre autres avec les Böhse Onkelz, encore inconnus à l'époque. Les premiers morceaux originaux voient le jour, notamment Helden et la provocante Party in der Gaskammer, dont le contenu reprend des propos de l'ancienne génération contre les punks et les gauchistes, tels que Euch hätte man vergast damals. Le groupe envoie une démo à Karl-Ulrich Walterbach d'Aggressive Rockproduktionen (AGR), qui fait également venir le groupe à Berlin, où il se produit dans le légendaire club punk SO36 avec Daily Terror. Pendant un certain temps, le groupe vit même à Berlin.
Walterbach publie les morceaux Helden et Publikum sur sa première compilation Soundtracks zum Untergang, plus tard Helden est la base de l'indexation du sampler avec Polizei SA-SS de Slime. La deuxième sortie d'Aggressive Rockproduktionen est alors l'EP Tradition avec trois chansons, produit par Harris Johns. Ce premier album est bien accueilli par la scène punk nationale et internationale,,. Le groupe se lance ensuite dans la Tournee zum Untergang (tournée vers la destruction) et se produit avec Aheads, Beton Combo et Slime. Middle Class Fantasies prend de l'ampleur, mais ils sentent désormais moins à l'aise sur la scène punk en proie à la discorde.
En 1982, le groupe change de nom en Killerpralinen. Musicalement, ils reprennent des éléments de l'avant-garde. On s'éloigne du style punk rapide et dur pour aller vers le post-punk dans le style de Killing Joke et UK Decay. En 1982, un EP éponyme chez Aggressive Rockproduktionen sort. Des tensions s'installent au sein du groupe. Killerpralinen joue encore une fois devant une salle presque vide à Bochum, puis se sépare.

## Discographie
- 1980 : Tradition (EP, Aggressive Rockproduktionen)
- 1982 : Killerpralinen (EP en tant que Killerpralinen, Aggressive Rockproduktionen)
- 2007 : F§%k dich selbst (compilation, Weird System)